# Gare de Bouligny
La gare de Bouligny est une ancienne gare ferroviaire française de la ligne de Baroncourt à Audun-le-Roman se trouvant à Bouligny, commune du département de la Meuse, en région Grand Est.

## Situation ferroviaire
Établie à 270 m d'altitudela gare de Bouligny était située au point kilométrique (PK) 4,298  de la ligne de Baroncourt à Audun-le-Roman entre la gare de Baroncourt (ouverte) et la gare de Joudreville (fermée).

## Histoire
La section de Baroncourt à Piennes est mise en service le 25 janvier 1907 par la Compagnie des chemins de fer de l'Est. Le 1er décembre 1907, la ligne est prolongée d'Audun-le-Roman à Villerupt-Micheville et complétée par la section d'Audun-le-Roman à Villerupt-Micheville de la ligne de Valleroy-Moineville à Villerupt-Micheville.
La SNCF suspend les dessertes voyageurs de la ligne le 15 mai 1939 ; elle ne sont pas rétablie après-guerre. La ligne de Baroncourt à Audun-le-Roman ferme aux marchandises en 1991.

## Patrimoine ferroviaire
Inutilisé à partir de 1991, le bâtiment voyageurs (BV) a été réaménagé et accueille depuis 1991 la bibliothèque municipale Émile Zola.
Appartenant à un plan type créé par les Chemins de fer de l'Est en 1903, il a d'abord été construit comme une simple halte comme à Mance et Serrouville, le guichet et la salle d'attente se trouvant alors dans une courte aile d'une travée accolée au corps de logis de deux étages comme l'atteste une carte postale remontant à la construction du bâtiment. Le logement de fonction emploie la même disposition que les maisons de garde-barrière.
Afin d'accueillir les voyageurs dans de meilleures conditions, une nouvelle salle d'attente est rapidement adjointe à gauche de l'aile basse, qui gagne une porte donnant sur le quai à la place de l'ancien guichet. La nouvelle aile, plus haute et plus large, possède trois travées et une toiture à deux demi-croupes répondant à celles de la partie plus ancienne. Les gares de Joudreville, Sancy et Tucquegnieux ont fait l'objet d'agrandissements similaires.
Elle diffère des gares de Piennes et de Landres qui ont d'emblée été construites comme des gares plus vastes, mais ont néanmoins fait l'objet d'un agrandissement ultérieur.